# دانشگاه آرکانزاس مرکزی
دانشگاه آرکانزاس مرکزی (به انگلیسی: University of Central Arkansas) واقع در شهر «کان‌وی»، که توسط ایالت آرکانزاس اداره می‌شود. دومین دانشگاه بزرگ آرکانزاس از لحاظ تعداد دانشجو می‌باشد. رشته‌های آموزش و پرورش، فیزیوتراپی و حرفه و اشتغال تراپی این دانشگاه از اعتبار خاصی برخوردار است.

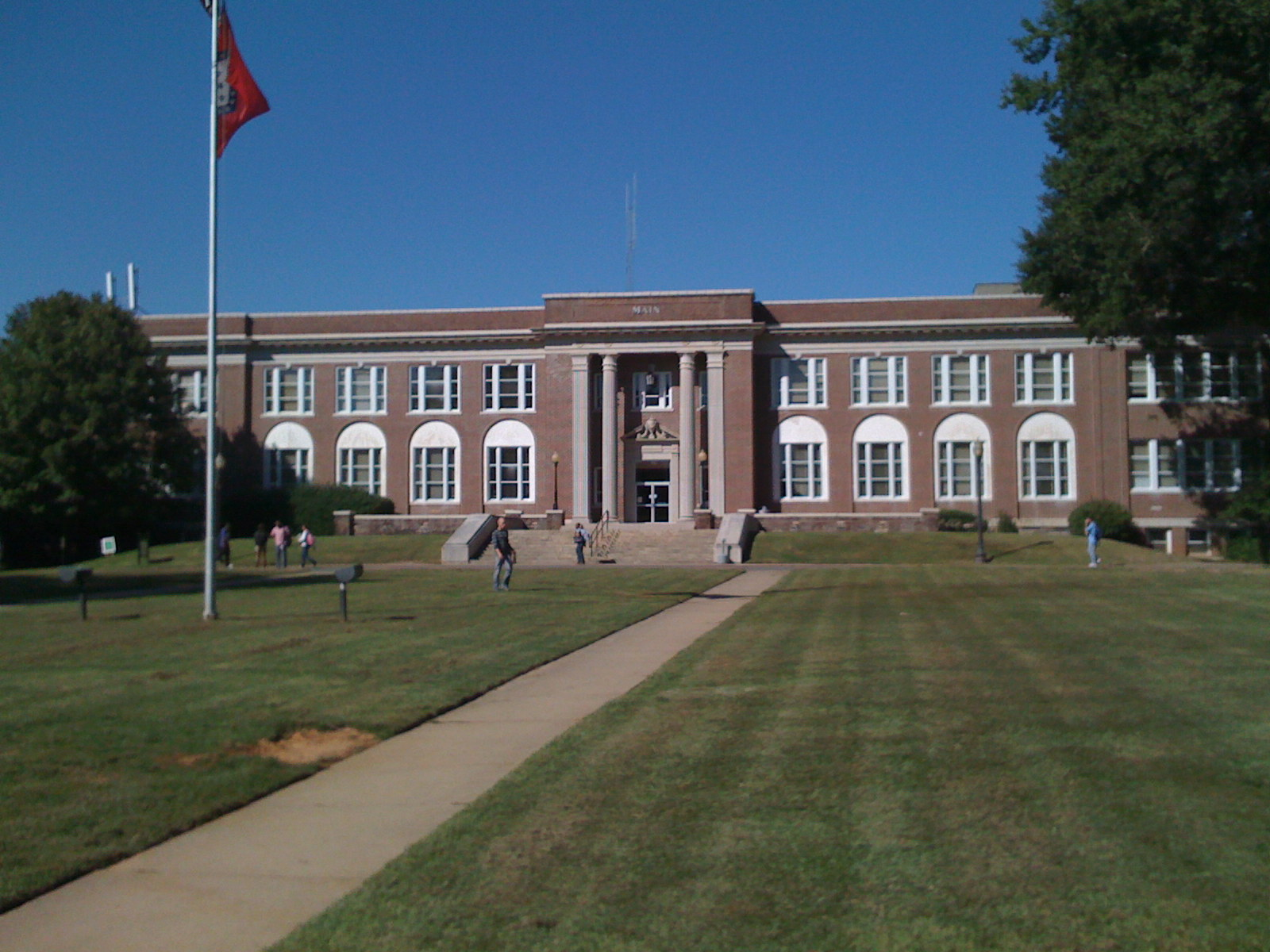
سالن اصلی دانشگاه(قدیمی‌ترین ساختمان دانشگاه)

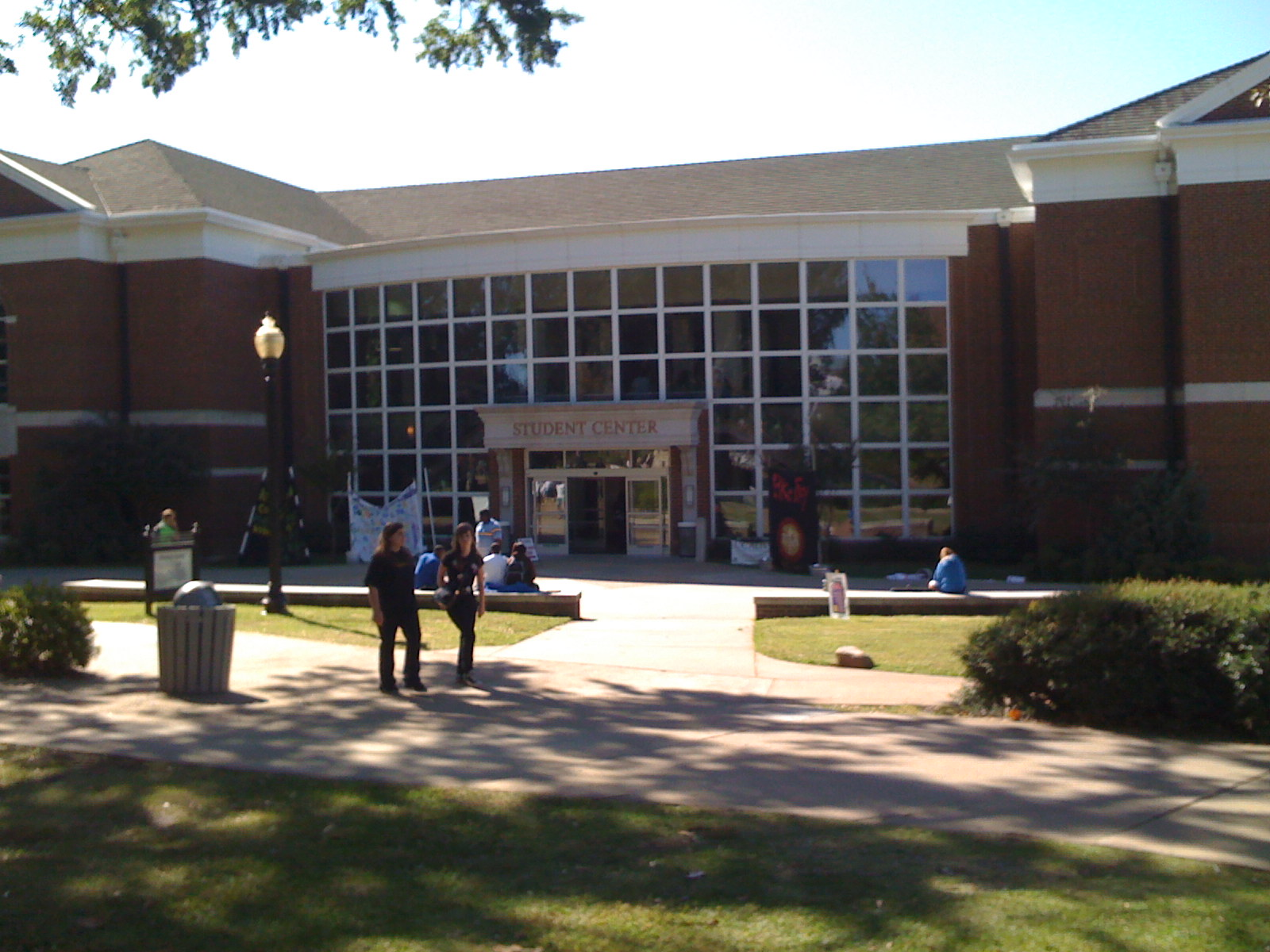
مرکز دانشجویی